# Can Serrafossà
Can Serrafossà és una obra del municipi de Rubí (Vallès Occidental) protegida com a bé cultural d'interès local.

## Descripció
Masia de planta rectangular, de quatre crugies, amb edificacions annexes, propera al tipus II-2 (classificació Danès i Torras). L'edifici principal té planta baixa, un pis i golfes, amb teulada a doble vessant amb ràfec de peces ceràmiques. A la façana principal hi ha una porta adovellada de mig punt de pedra sorrenca i, al seu damunt, hi ha una finestra amb muntants i llinda de pedra sorrenca treballada. A la façana hi ha altres obertures, de forma rectangular, d'èpoques més recents. A les golfes, probablement construïdes al segle xix, hi ha tres finestres amb arc de mig punt. Les dues del costat dret són fetes de maó massís i són, possiblement, del segle xix. La del costat dret és de la intervenció de 1942-1944. A la part anterior de l'immoble hi ha un pati o barri amb una tanca i diverses edificacions (masoveria, estables, etc). S'accedeix al recinte per un portal fet amb fàbrica de maçoneria i de maó massís, del segle xix.

## Història
La masia que dona nom al barri s'anomenava aleshores Mas de la Ruvira. El llinatge dels Serrafossà s'inicia l'any 1576 quan la Montserrat Fossà es casa amb el Jaume Serra del Molí (una masia pròxima a la vil·la). Els terrenys van pertànyer a la família durant 4 segles. La zona es va convertir en urbanitzable al 1972 tot i que la masia es conserva i manté la seva tasca agrícola.
A mitjans dels anys 1970 els propietaris de la masia venen bona part dels terrenys. Molt abans, però, s'havien començant a construir habitatges unifamiliars amb jardí que són, majoritàriament, segones residències de barcelonins.